# Freimettigen
Freimettigen is een gemeente en plaats in het Zwitserse kanton Bern, en maakt deel uit van het district Bern-Mittelland.
Freimettigen telt 470 inwoners.

## Geboren
- Marie Dübi-Baumann (1879-1954), arbeidersactiviste en feministe
- Niki Aebersold (1972), wielrenner